# Huishoudschool
De huishoudschool is een niet meer bestaand schooltype in Nederland en Vlaanderen.

## Geschiedenis
Het huishoudonderwijs startte in Nederland in 1888 met de Haagsche Kookschool. Gedurende de 20e eeuw werd het onderwijs ook wel smalend "spinazie-academie" genoemd. Met de mammoetwet van 1968 kreeg het de naam Lager Huishoud- en Nijverheidsonderwijs (LHNO) en is het ook voor jongens toegankelijk geworden. Tot dan toe konden die alleen bij de Ambachtsschool L.T.S. terecht en waren beide scholen strikte jongens- of meisjesscholen.
De afkorting LHNO werd later na de spellingwijziging met kleine letters geschreven, zoals bij mavo en havo. Dit gold ook voor de afkorting L.T.S. of LTS, die later als 'lts' gespeld werd.
Rond 1974 werden er proefklassen gestart samen met de lts, jongens en meisjes wisselden van school/klas en kwamen zo voor het eerst in gemengde "proef"klassen terecht. Zo werd bekeken of er interesse bestond voor gemengd onderwijs op beide scholen.
Men vond toen dat ook meisjes technisch onderwijs zouden moeten kunnen volgen zoals techniek, metaal- en houtbewerken en jongens zouden ook moeten kunnen leren koken, wassen, strijken, etc.
De kookschool werd vakrichting Consumptief.
Geleidelijk aan kwamen er meisjes in de lts-klassen en jongens in de lhno-klassen.
In 1992 is het lhno met andere vormen van lager beroepsonderwijs opgegaan in het voorbereidend beroepsonderwijs (vbo). Samen met het mavo en een groot deel van het voortgezet speciaal onderwijs werd het vbo in 1999 samengevoegd tot het vmbo.
Net als de rest van de maatschappij kende ook het huishoudonderwijs lange tijd een sterke verzuiling.

Huishoudschool in 1898 of eerder (foto van Nationale Tentoonstelling van Vrouwenarbeid 1898)
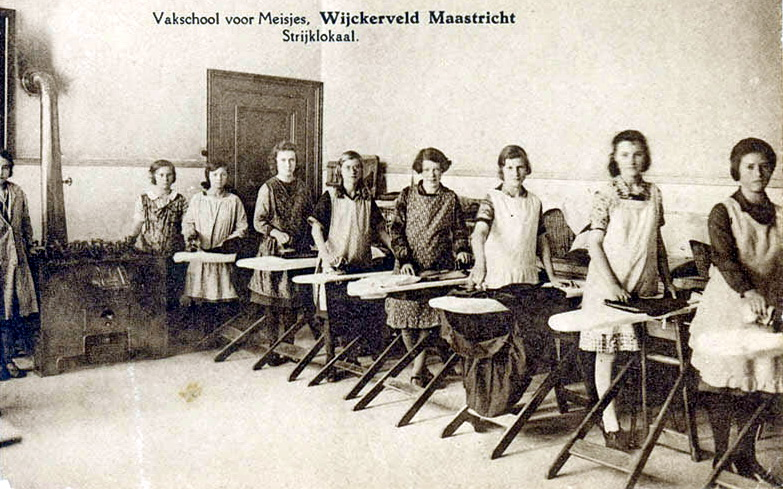
Strijkles in de Vakschool voor Meisjes "Wijckerveld" in Maastricht, ca. 1920
- Tweede nationale kookwedstrijd voor huishoudscholen in de Houtrusthallen te Den Haag (1954)
- Bioscoopjournaal uit 1947 over een republikeinse huishoudschool in Indonesië

## Nederland
De Nederlandse huishoudschool of kookschool behoorde tot het lager beroepsonderwijs en leidde op voor een beroep als huishoudster of dienstbode of had als functie vrouwen voor te bereiden op hun klassieke rol als huisvrouw. Op deze scholen leerden alleen meisjes koken, huishouden, voedingsleer en de basisvaardigheden die bij huishouden van pas komen, zoals het bijhouden van een huishoudboekje en handwerken. Aan de huishoudschool was soms een eenjarige vormingsklas verbonden, die toegang bood tot bepaalde opleidingen, zoals lerares naaldvakken of diëtiste.

## Vlaanderen
De Vlaamse huishoudschool ontstond eind 19e eeuw als tegenhanger van de nijverheidsscholen voor jongens. Ze werd meestal door kloosterorden ingericht. Ze sloot aan op de lagere school en onderwees behalve "huishoudtechnieken" zoals onderhoud, kleding en vooral voedselbewaring en -bereiding ook taalbeheersing, sociale omgangsvormen en godsdienst.
Tussen de twee wereldoorlogen werd de vierde graad lager onderwijs dikwijls omgevormd tot een huishoudschool. In landelijke gebieden had de leerstof een iets andere inhoud in de landbouwhuishoudschool, met onder meer aandacht voor kleinvee, slachtverwerking en bewaartechnieken.
Vanaf de jaren 1950 evolueerde de huishoudschool naar een studierichting van het Technisch secundair onderwijs. Het accent werd verlegd van directe voorbereiding op gezinstaken naar "sociale en technische wetenschappen", met een eenvoudige basisopleiding exacte wetenschappen, budgetbeheer en voedingsleer; het pakket talen blijft evenwel zwak. Het wordt nu beschouwd als een voorbereiding tot verder studeren in het hoger onderwijs op het niveau professionele bachelor in richtingen als verpleegkunde, dieetleer, opvoeder, maatschappelijk werk, ergotherapie, en andere. In 2008 bevindt de richting zich in een fase waarbij geëxperimenteerd wordt met het zogenaamd competentieontwikkelend onderwijs.